# Хромов, Семён Феофанович
Семён Феофанович Хромов (1813, деревня Мугреево Владимирской губернии — 1893, Томск) — томский купец 2-й гильдии. Почитатель сибирского старца Фёдора Кузьмича и сторонник его идентичности с императором Александром I. На основе его воспоминаний книгоиздатель Е. Захаров издал «Сказание о жизни и подвигах великого раба божия старца Феодора Кузьмича…».

## Биография
Происходит из крепостных крестьян графини Борх, был отпущен на условиях выплаты денежного оброка. Работал приказчиком на золотых промыслах в Сибири. С 1837 года управляющий Ачинских приисков. В 1842 году выкупил себя и семью из крепостной зависимости, записался в томское купечество. В 1846 году приобрёл собственный дом в Томске. Вместе с золотопромышленником З. М. Цибульским и красноярским купцом С. Г. Щёголевым создал компанию по золотодобыче. В 1852 году начал самостоятельный поиск золота. В 1860 году продал часть своих приисков золотопромышленнику И. Д. Асташеву.
В Томске Семён Хромов сблизился с епископом Афанасием (Соколовым). Был благотворителем, делал пожертвования на строительство кафедрального собора Томска, помогал погорельцам Петропавловска.

## Купец Хромов и Фёдор Кузьмич

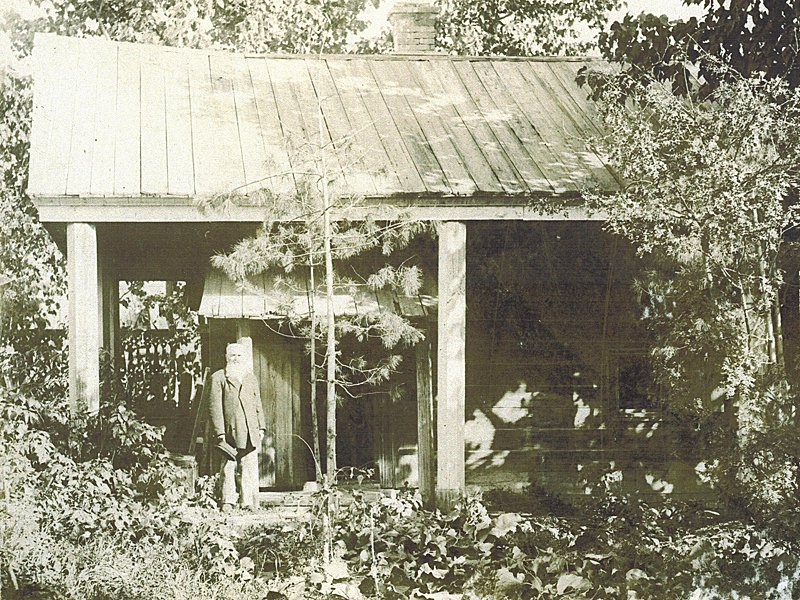
Келия старца Феодора Кузьмича на заимке купца С. Ф. Хромова

В период странствий по Томской губернии Фёдор Кузьмич познакомился с купцом Семёном Хромовым, который в 1858 году уговорил его переселиться к нему в Томск. Дав согласие, Фёдор Кузьмич проживал на загородной купеческой заимке (в настоящее время посёлок Хромовка в черте Томска) или в самом городе во флигеле дома Хромова на Монастырской улице (современная улица Крылова). Старец Фёдор скончался в доме Хромова 20 января 1864 года. Перед смертью, по рассказам Хромова у него состоялся разговор со старцем:

«Благослови, батюшка, спросить тебя об одном важном деле».
«Говори. Бог тебя благословит», — ответил старец.
«Есть молва, — продолжал Семён Феофанович, — что ты, батюшка, не кто иной, как Александр Благословенный… Правда ли это?…»
Старец, услыша эти слова, стал креститься и говорит: «Чудны дела Твои, Господи… Нет тайны, которая бы не открылась».

В 1866 году по инициативе купца Хромова был написан карандашный портрет старца, имевшего схожие черты лица с императором Александром I, но не совпадающие с лицом старца, нарисованным сразу после его смерти. Позднее Хромов заказал у неизвестного томского художника два портрета: императора Александра I (копия с портрета работы Д. Доу) и Фёдора Кузьмича, которые повесил в келии старца.
На допросе, проведённом в 1882 году Томским губернским правлением, Семён Хромов сообщил, что не знает ничего о прошлом старца. Сообщил лишь, что тот «был наделён даром предвидения, из-за чего к нему приезжали за советом люди издалека, особенно ценили Фёдора Кузьмича служители православной церкви, например, однажды его посетил епископ Иннокентий, впоследствии ставший митрополитом Московским». Также и перед своей смертью он отказался сообщить жившему у него писателю Николаю Наумову что-либо о Фёдоре Кузьмиче, способное подтвердить или опровергнуть легенду. Однако архиепископ Вениамин (Благонравов), начавший своё служение в Сибири ещё при жизни Фёдора Кузьмича, писал, что купец Хромов «помешался на мысли, что Фёдор Козьмич, живший и умерший у него, был не кто иной, как император Александр I. С этой вестью ездил он нарочно в Петербург… был выслушан комиссией подачи прошений на высочайшее имя, особенно же сошёлся он (по крайней мере по его словам) с Победоносцевым, которому и отсюда шлёт целые тетради о житии и чудесах Фёдора Козьмича, с доказательствами его царского достоинства». По этой причине у исследователей существует скептическое отношение к рассказам Хромова о Фёдоре Кузьмиче.
В семье потомков купца Семёна Хромова хранятся личные вещи старца, в том числе его холщовая рубашка и шапочка.